# In nomine Domini
In nomine Domini è una bolla pontificia promulgata da papa Niccolò II il 13 aprile 1059. È anche conosciuto con il nome Decretum in electione papae.

## Antefatti

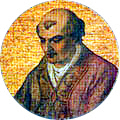
Papa Niccolò II

Alla metà dell'XI secolo ogni vescovo veniva eletto «dal clero e dal popolo» (per clerum et populum) della città di cui assumeva la guida pastorale. Il clero sceglieva il nome ed il popolo era chiamato ad approvare (o rifiutare) il vescovo eletto. Per quanto riguarda il pontefice romano, una figura del tutto peculiare, si osservavano alcune norme molto stringenti: egli non poteva essere eletto senza il beneplacito dell'Imperatore del Sacro Romano Impero. L'imperatore, dopo aver espresso il suo gradimento sulla nomina, inviava dei suoi rappresentanti a Roma, che assistevano all'elezione (Privilegium Othonis, anno 962).
Nel 1058 si verificarono delle circostanze da cui emerse come tali norme si prestassero a contestazioni. In quell'anno, il 4 aprile venne eletto come successore di papa Stefano IX il cardinale Giovanni dei Conti di Tuscolo, che prese il nome di Benedetto X. Contribuì alla sua vittoria l'intervento dei familiari, capeggiati dallo zio, Gregorio II di Tuscolo e da Gerardo di Galeria. L'elezione apparve, se non invalida, quantomeno frettolosa perché nessun rappresentante imperiale aveva avuto il tempo di parteciparvi.
Prima ancora che l'imperatore muovesse dei rilievi, alcuni cardinali, e quella parte della Chiesa che si era adoperata per attuare la riforma voluta da papa Leone IX (1049-1054), contestarono apertamente la validità dell'elezione. Essi sostennero che il popolo romano non aveva elaborato il proprio giudizio scientemente, ma fosse stato condizionato dai nobili, che si erano messi d'accordo per un membro della casata dei Tuscolani (tredici anni prima i Tuscolani avevano aiutato i Crescenzi a eleggere papa Silvestro III ed ora pretendevano lo stesso favore dai Crescenzi). Anche la consacrazione, avvenuta il giorno dopo, domenica 5 aprile (due settimane prima della Pasqua), era avvenuta irregolarmente, perché san Pier Damiani, incaricato di presiederla in quanto cardinale vescovo di Ostia, si rifiutò di farlo e fu sostituito da un tal Gregorio cardinale arciprete. Dopo la cerimonia i cardinali accusati di aver manipolato l'elezione furono costretti a fuggire da Roma, così come fecero quelli che deplorarono l'elezione.
Poco giorni dopo tornò a Roma dalla Germania Ildebrando di Soana, che era stato inviato da Stefano IX alla corte dell'Imperatrice Agnese (madre e reggente per l'allora minorenne Enrico IV) in missione diplomatica. Non appena Ildebrando seppe che Stefano era morto e che era stato eletto Benedetto con il determinante appoggio della nobiltà, avvertì il pericolo che il Soglio di Pietro fosse tornato nelle mani delle famiglie baronali romane. Decise di contrapporgli Gerardo di Borgogna, vescovo di Firenze, ottenendo subito l'appoggio del duca Goffredo di Toscana, fratello del defunto Stefano IX; alcuni mesi dopo ottenne anche quello dell'imperatrice Agnese.
Il 18 aprile cinque cardinali vescovi, riunitisi a Siena, elessero, senza intervento del popolo romano, Gerardo di Borgogna, che assunse il nome di Niccolò II. Niccolò II entrò in Roma con l'appoggio militare del Margravio di Toscana (e feudatario dell'imperatore) Goffredo il Barbuto. Visti i nuovi equilibri di potere, l'antipapa Benedetto X, formalmente deposto, dovette lasciare la città.

## Contenuto
Il 13 aprile 1059 Papa Niccolò II convocò un sinodo in Laterano. L'assise modificò i termini dell'elezione pontificia. Le nuove regole furono pubblicate nella bolla In nomine Domini.
La disposizione centrale del decreto era che l'accordo sulla persona da eleggere emergesse dal libero confronto dei cardinali vescovi. Essi si sarebbero riuniti in assemblea; il candidato che avesse ottenuto più voti sarebbe diventato papa. 
Dopo averlo individuato, essi convocavano i cardinali presbiteri e i cardinali diaconi, cui chiedevano di associarsi alla decisione. Al clero e al popolo era lasciato il compito di acclamare il nuovo pontefice. 

Per la prima volta sia l'aristocrazia che il popolo romano venivano esclusi dalla partecipazione attiva all'elezione del pontefice. Il decreto azzerava una consuetudine che si perpetrava da secoli.
Le sette sedi dei cardinali vescovi elettori erano:
1. Ostia
2. Albano
3. Frascati
4. Palestrina
5. Porto-Santa Rufina
6. Sabina-Poggio Mirteto
7. Velletri-Segni

Inoltre il decreto prevedeva che, in presenza di circostanze che impedissero la libera assemblea dei suddetti in Roma, l'elezione poteva essere effettuata anche in un'altra località, mantenendo la stessa validità dell'elezione avvenuta nell'Urbe. Il decreto attribuiva inoltre ai soli cardinali vescovi la responsabilità della Chiesa romana durante il periodo di vacanza tra un pontefice e il successivo.
Il decreto specificava infine che la validità dell'elezione era immediata: il pontefice romano eletto in questo modo entrava nel pieno possesso delle sue facoltà di Capo della Chiesa Universale appena conclusa l'elezione, quindi anche prima della sua incoronazione.
Alla stesura del testo del decreto diede un sostanzioso contributo il futuro papa Gregorio VII, Ildebrando di Soana, così come i cardinali Umberto di Silva Candida e Pier Damiani. La  decisione fu poi confermata nel Primo Concilio di Melfi dell'agosto 1059.

## Conseguenze ed avvenimenti successivi
Il Decretum in electione papae conteneva una norma rivoluzionaria per quei tempi: il potere di scelta del papa veniva sottratto totalmente ai laici, di qualunque livello sociale e/o gerarchico. Inoltre affermava un principio fino al momento non codificato: l'elezione era da ritenersi ufficialmente valida anche se non avveniva in Roma. 
Nella sua applicazione il decreto subì un "attacco" molto presto: alla morte di papa Niccolò II un gruppo di romani si recò nascostamente in Germania per convincere l'imperatrice Agnese, ancora reggente del Sacro Romano Impero, ad indicare il nuovo pontefice,, cosa che essa fece nella persona di Pietro Cadalo, vescovo di Parma. Cadalo venne eletto in un apposito concilio convocato a Basilea ed assunse il nome di Onorio II. Intanto però i cardinali vescovi avevano già proceduto all'elezione al Soglio Pontificio dell'allora vescovo di Lucca, Anselmo da Baggio, che aveva preso il nome di Alessandro II. Solo la perdita della reggenza da parte di Agnese a favore dell'arcivescovo di Colonia, Annone II, consentì l'universale riconoscimento (concilio di Mantova del 1064) di Anselmo da Baggio quale legittimo pontefice, relegando il Cadalo al ruolo di antipapa.
Anche l'elezione di Ildebrando di Soana nel 1073 non avvenne esattamente come previsto dal decreto del 1059, in quanto le parti s'invertirono e Ildebrando (Gregorio VII) fu eletto prima a furor di popolo, poi la sua designazione venne approvata dai cardinali vescovi. 
Nelle elezioni papali seguenti le norme di Niccolò II vennero più o meno disattese numerose volte. 
Si giunse così al pontificato di Alessandro III, che convocò il concilio Lateranense III (1179). Fu approvato un canone in materia di elezioni papali (Licet de evitanda discordia) con il quale si confermarono le disposizioni del sinodo di Niccolò II, aggiungendo qualche significativa variante: non più i soli cardinali vescovi ma tutti i membri del Sacro Collegio dovevano, se possibilitati fisicamente, scegliere il nuovo pontefice, con una maggioranza non inferiore ai due terzi, mentre della parte restante del clero e dei laici non veniva più fatta menzione.